# Cochemer Postwesen
Die Reichspoststation und Posthalterei Cochem wurde bereits wenige Jahre nach Ausbruch des Dreißigjährigen Kriegs im Jahre 1620 gegründet. Eine der ältesten Urkunden hierüber datiert vom 23. August 1720, als das Amt des kaiserlichen Postmeisters Johannes Albertus Finger altersbedingt durch den Generalpostmeister Anselm Franz von Thurn und Taxis an den namensgleichen Sohn Johannes Albertus Finger (* 13. Juli 1701) übertragen wurde.

## Geschichte und Entstehung der Poststation Cochem
Nachdem Kaiser Rudolf II. am 25. Oktober 1603 auf Betreiben des Generalpostmeisters Leonhard I. von Taxis den erfolgreichen Postmeister Jacob Henot aus dem Postamt Köln, in dessen Amtsbereich Cochem in dieser Zeit fiel, entlassen hatte, wurde die neue Position durch den Schwager von Taxis, Johann von Coesfeld besetzt. In der Amtszeit von Coesfeld wurde in Cochem die erste Kaiserliche Taxissche Reichspoststation gegründet, die zum Postamtsbereich Coblenz gehörte. Hierüber existierte ein weiteres Dokument aus den Beständen der Generaldirektion der Thurn und Taxisschen Reichsposten aus dem Jahr 1801, demzufolge die Poststation in Cochem im Jahre 1620 gegründet wurde. Zwar sind diese Akten nicht mehr erhalten, der Grund, so wird angenommen, waren die Wirren der Napoleonischen Kriege, jedoch wird am Gründungsjahr aufgrund der sorgfältigen Bestandspflege von Dokumenten durch Thurn und Taxis kaum gezweifelt.
Über die ersten einhundert Jahre des Cochemer Postwesens ist nur wenig bekannt. Der Postkurs Koblenz-Cochem wurde mit Hilfe von Reitposten bedient. Nach Ende des Dreißigjährigen Kriegs, Cochem hatte viele kriegerische Mächte, neben Kaiserlichen Truppen auch Spanier, Schweden und Franzosen gesehen, musste das Postwesen, wie an vielen anderen Orten im Mittelrheingebiet auch, neu aufgebaut werden. Mit dem Wiederaufbau des Postwesens an der Mosel wurde im Februar 1651 in Koblenz der Postverwalter Johann Hausmann betraut. Unterstützung fand er dabei durch den Postverwalter von Lieser. Die größte Schwierigkeit war, dass durch den lang anhaltenden Krieg viele Poststationen aufgegeben worden waren und der Postdienst inzwischen durch Kaufmannsposten wahrgenommen wurde. Hausmann versuchte der Konkurrenz mit günstigeren Portogebühren zu begegnen. Hilfe fand er auf sein Gesuch hin beim Trierer Kurfürsten Philipp Christoph von Sötern, der am 13. Mai 1651 alle postdienstlichen Aktivitäten der Kaufmannsposten in seinem Herrschaftsgebiet verbieten ließ. Um den entstandenen Mangel an Postenläufen zwischen Koblenz und Trier auszugleichen, wurde die Anzahl der Postläufe auf Anordnung von Lamoral Claudius von Thurn und Taxis von wöchentlich einem auf zwei erhöht.

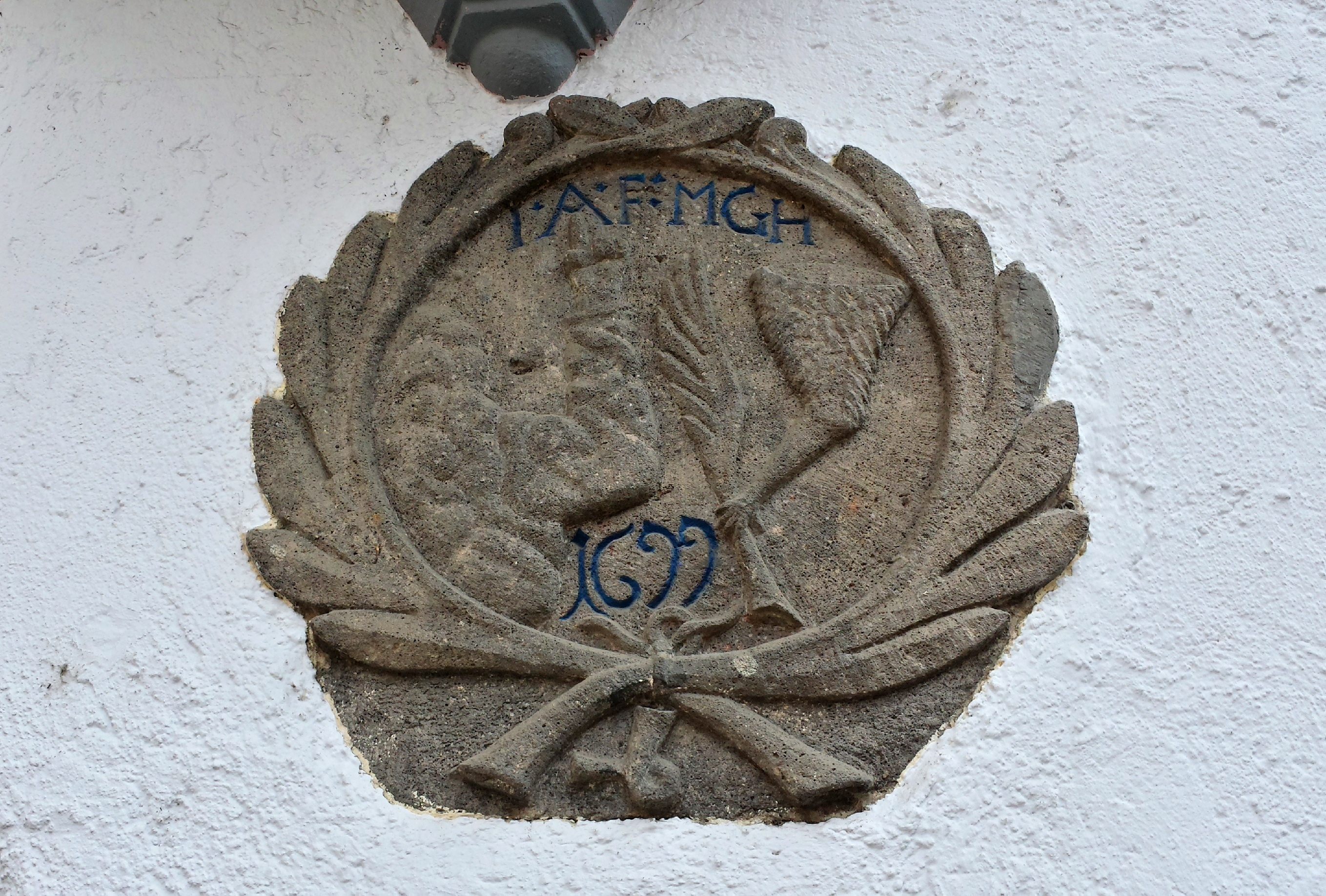
Erhaltene Relieftafel aus dem Jahr 1699 des ursprünglichen Hauses Finger in Cochem

Im Mai 1689 sprengten Soldaten Ludwig XIV. die Burg Cochem und am 26. August 1689 brannten sie schließlich die Stadt nieder. Der Wiederaufbau begann sehr zögerlich und viele der geflüchteten Cochemer kamen erst nach dem Frieden von Rijswijk im Jahre 1697 zurück in die Stadt. Johannes Albertus Finger war zwar kaiserlicher Postmeister in Cochem, jedoch konnte er sein zerstörtes Haus am Marktplatz erst 1699 wieder aufbauen. Es ist davon auszugehen, dass der Postdienst für längere Zeit nicht oder nur stark beeinträchtigt weitergeführt werden konnte. Kaufmannsposten, die inzwischen wieder im Erzstift Trier Fuß gefasst hatten, erhielten jetzt Konkurrenz durch das Cochemer Marktschiff, das einen regelmäßigen Postbeförderungsdienst zwischen Cochem und Koblenz eingerichtet hatte. Beide Dienste verminderten die Thurn und Taxisschen Einnahmen, worauf sowohl das Postamt Koblenz als auch die Postverwalterei Cochem erneut kurfürstliche Verbote erwirkten. 1716 drohte Kurfürst Franz Ludwig von Pfalz-Neuburg den Marktschiffern und Kaufmannsboten mit Strafen, was jedoch keine Wirkung zeigte und so mussten die Verbote in den Jahren 1717 und 1718 wiederholt werden. Ebenfalls 1718 wurden die längs der Mosel führenden Wege, die für den Postverkehr hergerichtet worden waren, instand gesetzt, da es dort bereits zu einigen Unfällen der Reitposten mit ihren Pferden gekommen war.
Am 23. August 1720 erhielt der Cochemer Johannes Albertus Finger (* 13. Juli 1701) das Amt seines gleichnamigen Vaters durch den Generalpostmeister Anselm Franz von Thurn und Taxis als neuer kaiserlicher Postmeister mit dem Auftrag: „die Briefe zu colligiren und zu distribuiren, das porto einzunehmen und Uns oder Unserem Ihme vorgesetzten Reichs Postambt Coblentz zu verrechnen, alle Ordinarien, benebens denen Staffetten,... zu empfangen und zu bestellen“.
Zur Etablierung eines Postwagenverkehrs über die Eifelhöhen zwischen Koblenz und Trier wurde am 25. April 1725 ein Vertrag zwischen Kurfürst Neuerburg und dem Generalpostmeister Anselm von Thurn und Taxis abgeschlossen. In diesem Vertrag wurde das Kurfürstentum Trier dazu verpflichtet, a. jede Konkurrenz für die Thurn und Taxissche Post abzustellen (gemeint waren kurfürstliche Boten, die Briefbeförderung durch Fuhrleute und Marktschiffe), b. Fuhrleute und das Cochemer Marktschiff auf Verlangen des Postamts visitieren zu lassen und c. die für Reit- und Fahrposten erforderlichen Straßen und Brücken zwischen Koblenz und Trier zu bauen und bei Bedarf instand zu setzen. Um Cochem an diese Eifellinie anzubinden, wurde am 25. Mai 1725 der Befehl erteilt, die erforderlichen Straßen herzurichten und zu pflegen. Am 28. März 1726 teilte der Kurfürst dem Generalpostmeister Thurn und Taxis mit, dass die erforderlichen Arbeiten abgeschlossen seien und der Personen- und Frachtverkehr aufgenommen werden könne.
In der Eifel ließ Fürst Thurn und Taxis weitere Postanstalten in Polch, Kaisersesch, Lutzerath, Wittlich und Hetzerath einrichten und die an der Mosel gelegenen Postanstalten wurden jetzt zusätzlich über die neue Postwagenlinie – von der Eifelhöhe kommend – bedient. Zwischen Cochem, Lutzerath und Alf sowie zwischen Kaisersesch und Karden verkehrten Botenposten entweder zu Fuß oder zu Pferd. Obwohl die neuen Postverbindungen zu einer Verbesserung der Infrastruktur in der Eifel und an der Mosel geführt hatten, unterließen es die Cochemer Marktschiffer trotz bestehenden Verbots der kurfürstlichen Regierung nicht, weiterhin Briefbeförderung zwischen Cochem und Koblenz durchzuführen. Aus diesem Grund musste die Marktschifferin Ley am 16. November 1730 vor den Rat der Stadt Koblenz treten, weil ihr Marktschiff wiederholt unerlaubt Briefe befördert hatte. Daher forderte das Koblenzer Postamt eine Visitation ihres Schiffes, da man dort weitere Briefe vermutete.
Nachdem Karl Anselm von Thurn und Taxis im Jahre 1773 das Amt als Generalerbpostmeister von seinem Vater Alexander Ferdinand von Thurn und Taxis übernommen hatte, ließ er das gesamte Postpersonal auf sich vereidigen. Hierzu zählte auch Maria Katharina Gertrud Finger als Leiterin der Postanstalt in Cochem. Zu dieser Zeit hatte bereits ein Josef Finger einen Anspruch auf die Nachfolge als Postverwalter in Cochem, woraus geschlossen wurde, dass die Familie Finger, die bereits 1624 aus Bernkastel-Kues nach Cochem verzogen war, ein Familienbetrieb war, und die Post auf männliche und weibliche Mitglieder weiter vererbt wurde.
Als im Oktober 1794 französische Revolutionstruppen während des Ersten Koalitionskriegs mit Frankreich bis an den Rhein vorgedrungen waren, kam es zu ersten Einbußen beim Postverkehr. Frankreich gliederte alle linksrheinischen Gebiete ein und 1795 wurde durch die Zentralregierung in Aachen ein Generalinspekteur für das Postwesen zwischen Rhein, Mosel und Maas bestimmt. Zudem wurde die Straße zwischen Koblenz und Trier zu einer von acht Hauptpostwegen für den linksrheinischen Postverkehr ernannt. Das Postwesen gehörte jetzt zur französischen Staatspost und es wurde noch mehr auf Wirtschaftlichkeit geachtet als bei Thurn und Taxis, sodass viele Postanstalten, zu denen auch Cochem gehörte, geschlossen werden mussten. Um die Postbeförderung dennoch aufrechterhalten zu können, gründeten die Bürgermeistereien mit Genehmigung der Verwaltungseinheit Kanton Cochem (franz.: Canton de Cochem) ein eigenes Botenwesen zwischen den verbliebenen Postämtern. Ein Bote verkehrte nun zwischen den Bürgermeistereien Mairie Cochem und Mairie Kaisersesch, um Dienstpost und Privatsendungen für die Bevölkerung auszutauschen. 1799 versuchte man in Cochem eine französische Postanstalt einrichten zu lassen, die von der Familie Finger übernommen werden sollte, was allerdings nicht gelang. Erst 1806 wurde in Cochem eine kleine Briefsammelstelle an der Ecke Schloßstraße/Herrenstraße eingerichtet, die von den zwei unverheirateten Schwestern Birk, im Volksmund Postjuffern genannt, betrieben wurde.
Als die Franzosen während der Befreiungskriege im Jahre 1814 alle linksrheinischen Gebiete räumen mussten, übernahm die seit 1806 bestehende private Thurn-und-Taxis-Post dort wieder den Postbeförderungsdienst. Cochem erhielt jedoch vorerst kein neues Postamt. Nachdem Preußen auf dem Wiener Kongress das spätere Gebiet der Rheinprovinz erhalten hatte, war das Ende der privaten Thurn-und-Taxis-Post abzusehen. Am 1. Juli 1816 wurden die rheinischen Postanstalten preußisch. Cochem erhielt vor dem Oktober 1817 auf Weisung des Berliner Generalpostamts als oberster preußischer Postbehörde ein neues Postwärteramt. Bereits ab dem 1. Januar 1817 ließ der Generalpostmeister Johann Friedrich von Seegebarth einheitliche Aufgabe- bzw. Tagesstempel einführen, die unterhalb des Ortsnamens den Tag der Briefaufgabe als Zahl und den Monat in Buchstaben auswies. Der älteste existierende Cochemer Stempel stammt vom 9. Juli 1822.
Um dem wachsenden Bedarf bei der Beförderung von Post und Fracht besser gerecht zu werden, wurde 1820 die erste Kariolpost für den Posttransport mit Pferdewagen zwischen Cochem und Lutzerath eingerichtet, die dreimal wöchentlich fuhr. Die Postlinie Koblenz-Trier wurde seit dem 1. Juli 1820 ebenfalls dreimal wöchentlich als Schnellpost mit einem Vierspänner bedient. Die bereits bestehende Verbindung zwischen Cochem und Lutzerath erhielt am 1. September 1835 die Genehmigung, zusätzlich zur Post auch zwei Personen befördern zu dürfen. Hierzu setzte man jetzt einen Zweispänner ein, der die Linie ab dem 1. Oktober 1839 einmal täglich bediente. Abfahrt in Cochem war um 8 Uhr, die Rückfahrt von Lutzerath startete jeweils um 15 Uhr. Die Fahrzeit dauerte 2 Stunden und der Fahrpreis betrug 12 Silbergroschen. Seit dem 1. September 1835 bestand ebenfalls noch eine Kariolpost mit Alf, Zell, Traben-Trarbach und Bernkastel. Zu Beginn des Jahres 1837 wurde der Postexpedition Cochem eine Posthalterei für ordinäre Posten durch das Generalpostamt angegliedert, wobei für die fahrplanmäßigen Posten sowohl Pferde als auch Wagen zu stellen waren.
Nachdem Preußen am 15. November 1850 die Briefmarke eingeführt hatte, wurden zur Entwertung der Marken Ringnummernstempel verwendet. Cochem erhielt in dieser Zeit die Stempelnummer 253. Um die seit 1847 tätigen Landbriefträger zu entlasten, erfolgte 1852 eine Aufforderung an die Gemeinden, auf ihre Kosten Briefkästen einzurichten. In Cond und Sehl leistete man der Forderung bis zum 1866 keine Folge, da die Post in Cochem ja so nahe liegen würde.

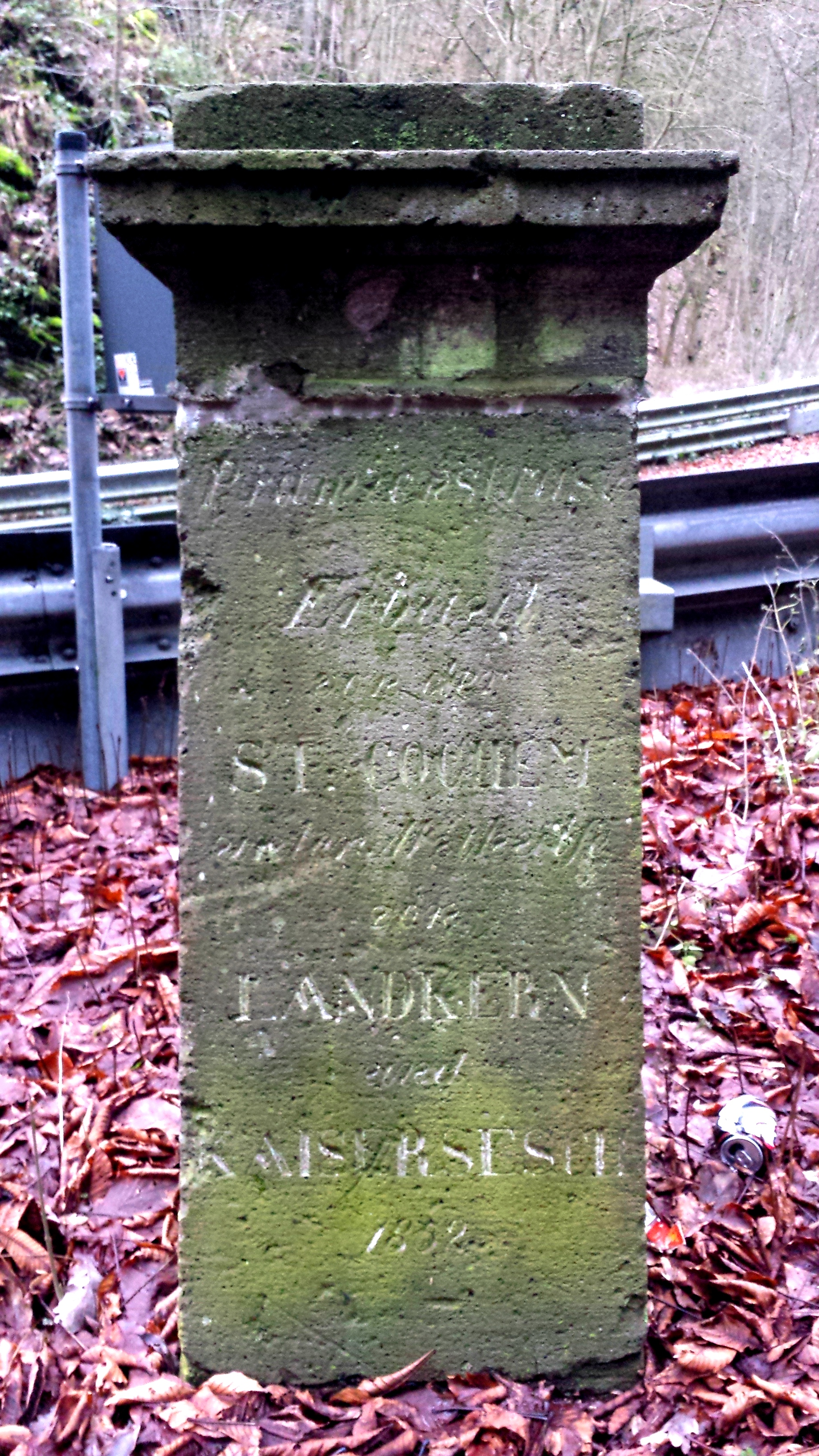
Meilenstein aus dem Jahr 1852

Um die bestehende Poststraße Cochem-Jünkerwald-Landkern-Kaisersesch, die wegen ihrer großen Steigung aus dem Enderttal heraus äußerst gefahrvoll zu befahren war, zu ersetzen, wurde ab 1852 eine neue 12,5 km lange Bezirks- bzw. Prämienstraße von Cochem durch das Fahrendeier Tal über Landkern nach Kaisersesch gebaut. Zu diesem ersten Bauabschnitt der insgesamt 21 km langen Strecke, kamen weitere geplante Straßen von Kaisersesch nach Monreal (2. Abschnitt) und von Monreal nach Mayen (3. Abschnitt), deren Ziel die Anbindung der Staatsstraße zwischen Koblenz und Trier war. Am 1. April 1853 wurde die Personenpost zwischen Cochem und Kaisersesch mit einem Zweispänner aufgenommen, während die Verbindung von Cochem nach Lutzerath eingestellt wurde.
Nachdem die preußische Regierung 1839 erste Maßnahmen zum Moselausbau für die Dampfschifffahrt durchgeführt hatte, zu den Mitbegründern der Mosel-Dampfschiffahrts-Gesellschaft gehörte u. a. die Trierer Heinrich Adolf Kraemer und Johann Baptist Grach, begann 1841 der erste regelmäßige Dampfschiffsverkehr zwischen Trier und Koblenz mit Raddampfern wie der Mosella oder der Balduin. Eine weitere Dampfschifffahrts-Gesellschaft wurde ab Mitte der 1850er Jahre durch den aus Merl stammenden Matthias Josef Scheid mit seinen Raddampfern Moselthal und Stadt Cochem betrieben, der ebenfalls Post zwischen Koblenz und Cochem beförderte. Im Mai 1859 verkehrten auf dieser Linie wöchentlich vier Schiffe mit denen Postsendungen transportiert wurden.

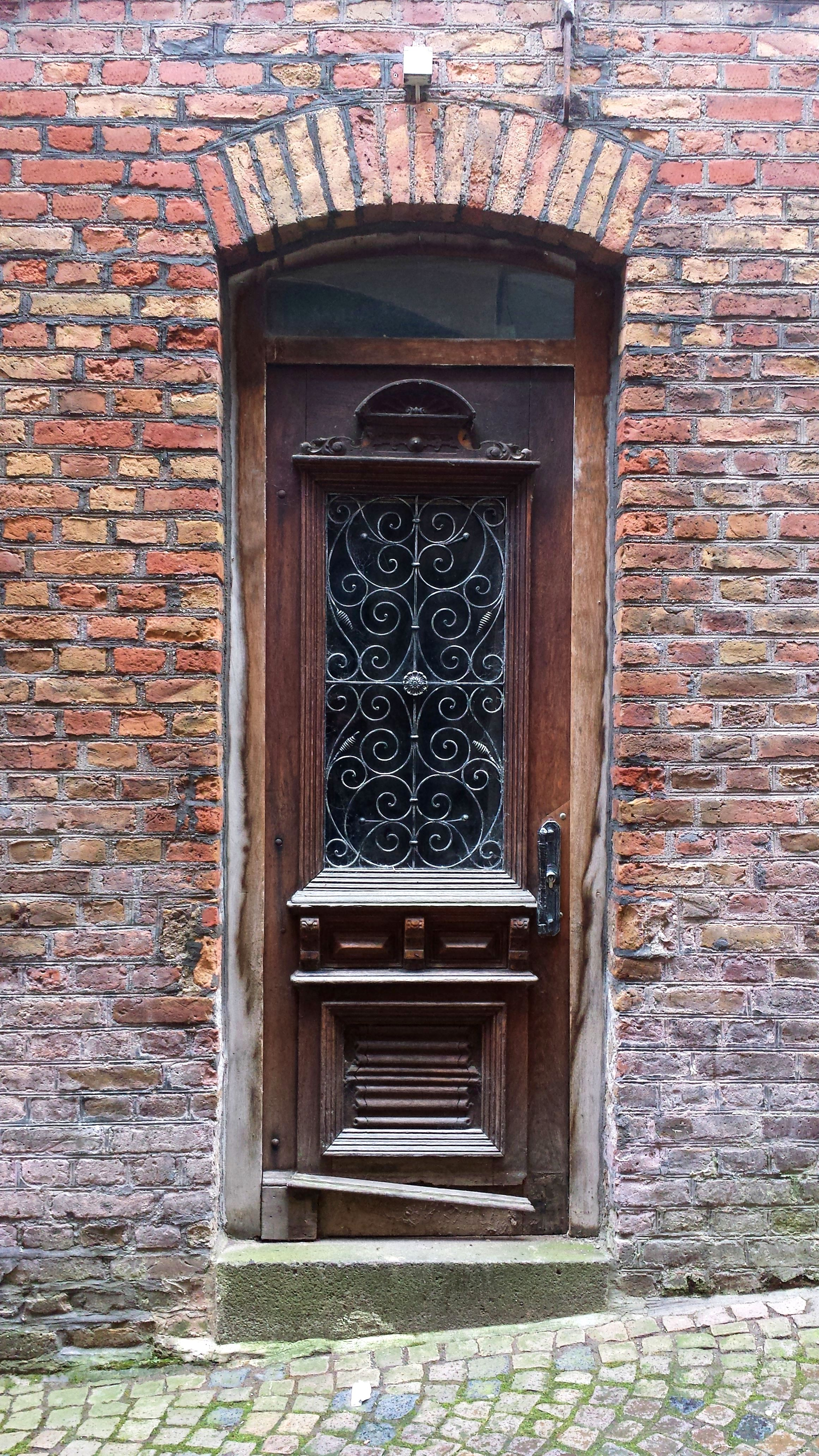
Alte Eingangstür des ehem. Postamts im Kornreichschen Gebäude (um 1862) am Cochemer Marktplatz (heute in der Kirchgasse)

Weitere Verbesserungen bei der Postbeförderung ergaben sich nach der Fertigstellung der Moselbezirksstraße (Prämienstraße) am 1. November 1860 zwischen Alf und Karden und der Eröffnung der Moseleisenbahn ab dem 15. Mai 1879. In die Züge ließ die Reichspost Bahnpostwagen integrieren, die dann als rollende Ein- und Abgangsstellen für Briefe dienten. Die neue Eisenbahnlinie machte viele Postkutschenlinien entbehrlich, jedoch entstanden auch neue Linien. Auf Anordnung der Kaiserlichen Ober-Postdirektion Coblenz vom 30. April 1879 sollte eine 4-sitzige Personenpost an allen 7 Wochentagen zwischen dem Cochemer Bahnhof und Lutzerath verkehren. Der reichseigene Aushülfs-Omnibuswagen Va Nr. 6610 hatte einen zusätzlichen offenen Sitzplatz, sollte jedoch alsbald durch einen leichteren Gebirgswagen ersetzt werden. Die 2 Pferde waren durch den Posthalter Peter Kunzen bei der Station Cochem vorzuhalten, der zuständige Postverwalter war Clemens Keiffenheim vom Postamt III in Cochem. Ab 1892 betrieb Peter Ostermann die letzte Posthalterei in Cochem. Einem Rapport des Postmeister Krebs zufolge, der Vorsteher des Kaiserlichen Postamts II in Cochem war, besaß Ostermann im Jahre 1903 3 Postillone, 6 Posthalterpferde, 4 reichseigene Postwagen und 2 Posthaltereiwagen. Die Anzahl der täglich beförderten Postreisenden lag im Durchschnitt bei 7 Personen.

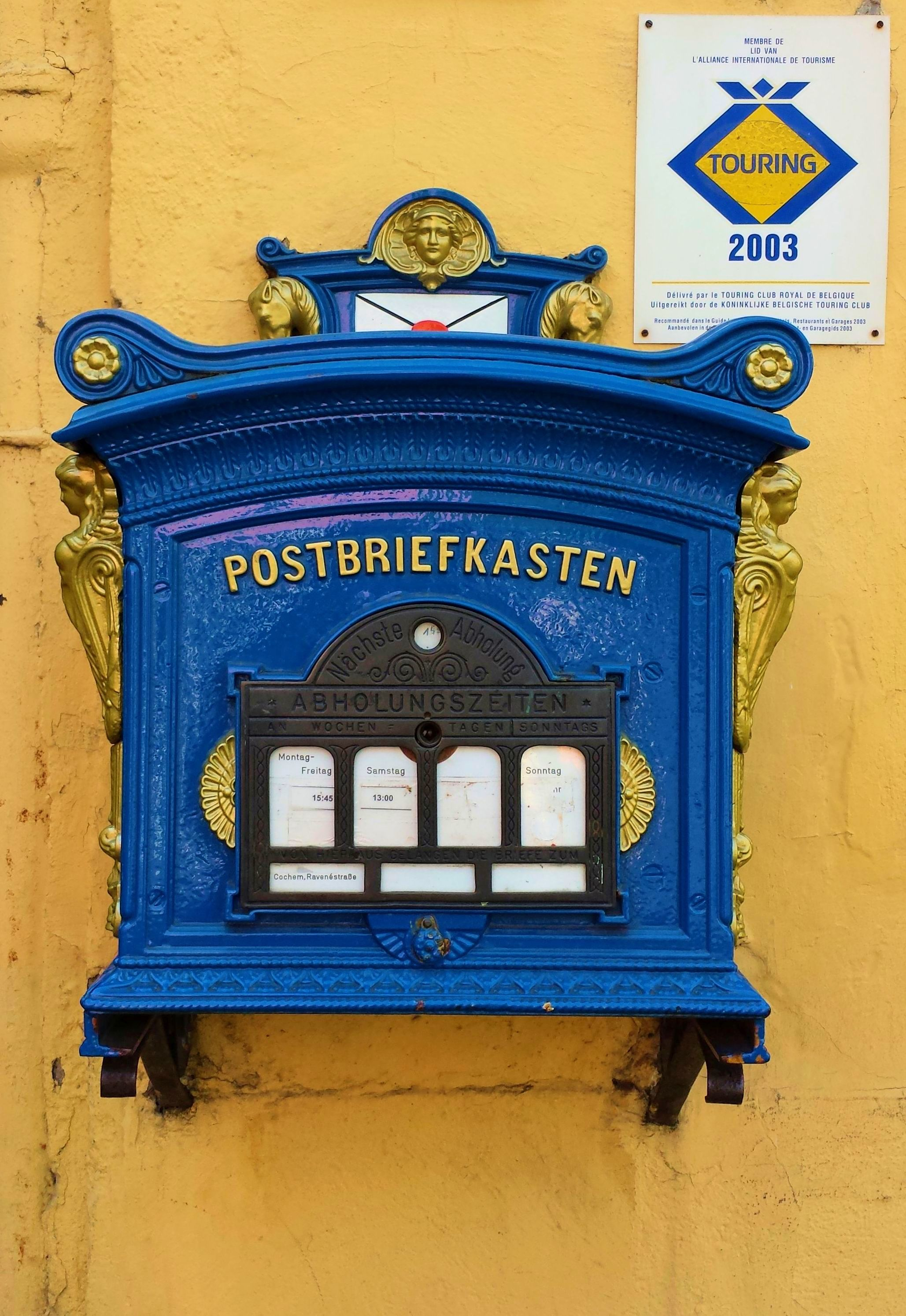
Historischer Postbriefkasten an der Thorschenke in Cochem

Zusätzlich existierte noch ein privates Personenfuhrwerk von Fuhrmann Löscher aus Ellenz, das ab 1879 die Strecke Cochem-Ellenz bediente und zusätzlich als Postsachenbeförderung genutzt wurde. In einem Vertrag mit der Kaiserlichen-Ober-Postdirektion vom 1. September 1883 sicherte Löscher zu, solide Wagen einzusetzen. Die Personenbeförderung lief auf eigene Rechnung, sodass die Einnahmen beim Unternehmer blieben. Am 18. Januar 1895 übernahm der Postagent Peter Ring aus Ellenz das Unternehmen. Am 5. Oktober 1920 fuhr die letzte Postkutsche von Ostermann auf der Strecke Cochem (Bahnhof)-Kaisersesch. Dann wurde sie durch einen Kraftomnibus abgelöst, der seit dem 18. August 1919 die Strecke Cochem-Ellenz-Senhals-Eller bediente. Von Cochem aus ließ die Reichspost bis 1928 weitere Verbindungen mit Kraftomnibussen nach Lutzerath und Bullay einrichten.
Die Verwendung der Eisenbahn als Posttransportmittel hatte die Moseldampfschiffe zwar ab 1879 entbehrlich gemacht, jedoch musste die Reichspost im Jahre 1923 noch einmal auf sie zurückgreifen, da sie sich während der Zeit der französischen Besatzung im Ruhrkampf nicht der Regiebahnen bedienen wollte.

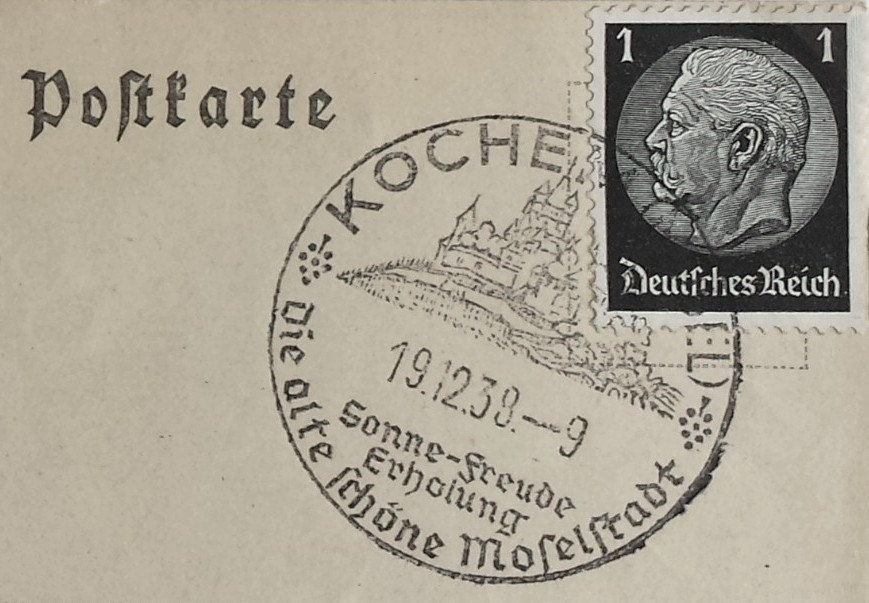
Postsonderstempel Kochem (Mosel) 19. Dezember 1938

 Neben der Landpost gewann die Kraftpost ab dem Jahr 1926 zunehmend an Bedeutung, sodass 1927 ein Ausflugswagen mit Allwetterdeck für Sonderfahrten geliefert wurde. Der erste Werbestempel, der von 1928 bis 1935 verwendet wurde, enthielt ein Bild der Burg Cochem und trug als Inschrift den Text „Im Postkraftwagen zur Perle der Mosel“. Nach der Machtergreifung im Dritten Reich durch die Nationalsozialisten erfolgte am 6. Dezember 1935 die Umbenennung des Ortsnamens Cochem in die germanische Schreibweise Kochem. 1941 wurden in Deutschland die Postleitgebietszahlen eingeführt und Cochem wurde dem Leitgebiet 22 (Moselland) zugeteilt. Nach dem Krieg erhielt Cochem ab 1950 offiziell seine alte Schreibweise zurück. Die französischen Besatzer und auch die Stadtverwaltung schrieben aber schon nach 1945 wieder in der alten Schreibweise. In der Zeit von 1953 bis 1959 waren drei Zweikreisstempel in Gebrauch, die ohne Postleitgebietszahlen folgende Kennbuchstaben trugen:
- b im Zeitraum 30. Dezember 1955 bis 19. November 1959
- c im Zeitraum 14. Dezember 1957 bis 8. Juni 1958
- d im Zeitraum 7. November 1953 bis 23. Dezember 1954

Nach Bekanntgabe neuer vierstelliger Postleitzahlen im Jahre 1961 erhielt Cochem die Postleitzahl 5590, wobei zumeist aber nur die ersten drei Ziffern 559 verwendet wurden. Als 1967 im Cochemer Ortsteil Brauheck ein neues Postamt eröffnet wurde, trugen die Poststempel zunächst die Gebietsbezeichnung Cochem Brauheck. Nach Einführung eines neuen Ortsleitsystems erhielt Brauheck als Zustellpostamt die Bezeichnung Cochem 11, und nach Umstellung auf das Fünfstellige System am 1. Juli 1993 erhielt Cochem die neue Postleitzahl 56812.

### Verwaltung der Cochemer Post
Genügten in Cochem im Jahre 1806 noch eine Briefsammelstelle und das im Jahr 1817 errichtete Postwärteramt, so mussten die inzwischen gewachsenen Bedürfnisse bei der Postbeförderung weiter angepasst werden. Hierzu wandelte die preußische Postverwaltung das bisher mit dem Untersteueramt verbundene Postwärteramt in eine Postexpedition um. Untersteuereinnehmer Fritsch wurde der erste Postexpedient, ihm folgten Pützmann, Amor, Haas, Hager und Münz. Die Postexpedition unterstand bis zum 31. Dezember 1849 unmittelbar dem Generalpostamt (GPA) in Berlin. Erster eigenständiger Postexpedient wurde Mathias Kunzen im Jahre 1844, der die Postgeschäfte 10 Jahre lang bis zum 31. März 1854 besorgte. Am 1. April 1854 gingen die Dienstgeschäfte auf Philip Engers über, der sie bis 1861 führte, ihm folgte Postexpedient Wachter bis zum Jahr 1865. 1865 wurde Postexpedient Heinrich Kierig nach Cochem versetzt, musste seine Tätigkeit jedoch krankheitsbedingt im Jahre 1870 wieder aufgeben. Von 1870 bis 1871 verwaltete ein Postélève (Postschüler) Schinnen vertretungsweise die Postexpedition.
- Mit Wirkung vom 1. Januar 1868 ging die vormals Preußische Post im Norddeutschen Postbezirk des Norddeutschen Bunds auf, der seinerseits am 1. Januar 1872 von der Deutschen Reichspost abgelöst wurde. Im gleichen Jahr wurde Cochem Kaiserliche Postexpedition, 1875 dann Postamt III. Klasse[15] und 1881 schließlich zum Postamt II. Klasse hochgestuft, was auf eine gestiegene Bedeutung schließen lässt.[3]

Vom 1. April 1871 bis 31. Dezember 1880 leitete Clemens Keiffenheim, zunächst als Postexpedient und ab 1872 als Amtsvorsteher des Postamts III mit der Amtsbezeichnung „Postverwalter“ die Cochemer Post. Am 1. Januar 1881 wurde dem Postsekretär Bernhard aus Mainz die Leitung des nunmehrigen Postamts II übertragen. Seine Ernennung zum Postmeister erhielt er am 1. März 1883, jedoch wurde berichtet, dass es sich beim ihm um einen äußerst sensiblen und empfindlichen Mann gehandelt haben muss. Eine alte Chronik berichtete: „Nicht unerwähnt soll bleiben, daß in der Zeit vom 1. April 1882 bis 1. Dezember 1889 die beim Postamt Cochem planmäßig angestellten Beamten PS Gärner, PS Küppers, die PAss Bauer und Becker, sowie ein nicht namentlich genannter Tel-Assistent wegen der hochgradigen Nervosität des Bernhard sämtlich anderweitig zur Versetzung gelangen mußten.“ Am 1. Juli 1901 trat Postmeister Bernhard im Alter von 62 Jahren infolge hochgradiger Nervosität in den Ruhestand. Am 1. Oktober 1901 übernahm Postmeister Krebs aus Bergisch Gladbach als Nachfolger die Amtsleitung. Im Januar 1911 erhielt er den Titel Rechnungsrat. Am 4. August 1914, dem dritten Tag der Mobilmachung im Ersten Weltkrieg trat Postmeister Krebs als Hauptmann der Reserve in den Militärdienst ein, von dem er erst am 1. Februar 1919 zurückkehrte. Die Vertretung bis zum 5. Februar 1919 hatte inzwischen Postsekretär Wilhelmy übernommen. Vom 6. Februar 1919 bis 1. Juni 1920 übernahm Postmeister Krebs erneut die Amtsleitung. Ab dem 1. Juni 1920 bis zum 31. Juli 1933 leitete Oberpostmeister Julius Timmermann, später als Postamtmann die Amtsgeschäfte.  Von 1933 bis 1936 übertrug man die Amtsleitung Oberpostmeister Schätzle. Ab 1936 übernahm der bisherige Leiter der Kraftfahrtstelle Postinspektor Rudolf Krayer bis 1945 die Amtsgeschäfte. Nachfolger bis 31. Dezember 1956 wurde Postamtmann Heinrich Junk, dann kurzzeitig 1957 Lothar Anheier, bis April 1958 Oberpostmeister Adolf Ulmen und bis Mai 1958 Oberpostmeister Oskar Scholz.

### Diensträume der Post in Cochem

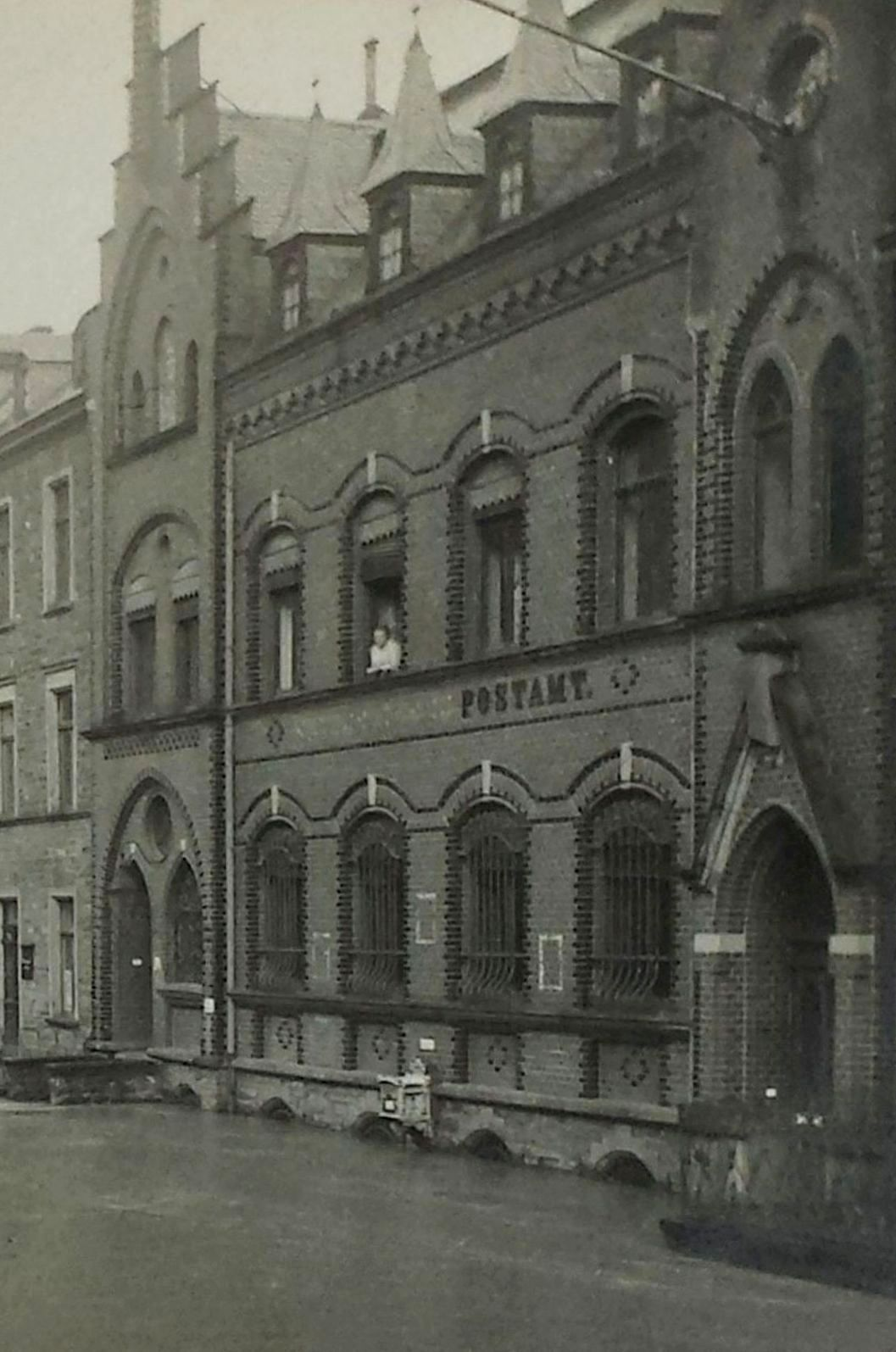
1920 Altes Postamt in der Ravenéstraße 22 in Cochem

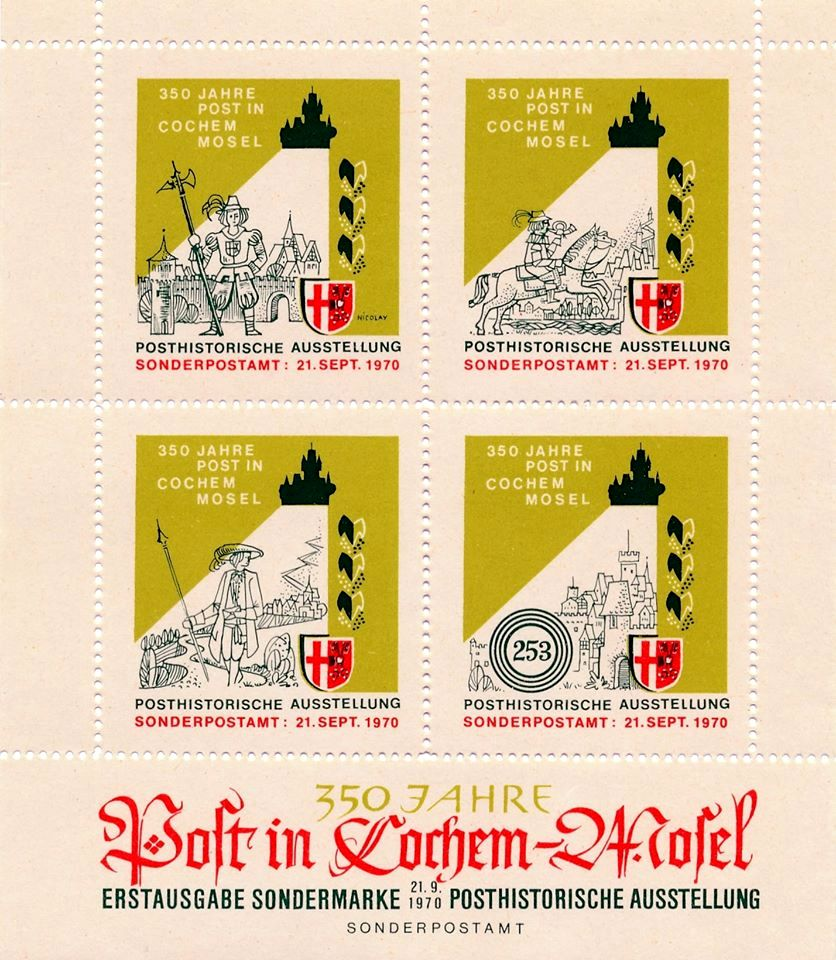
Sondermarke 350 Jahre Post in Cochem-Mosel 21. September 1970

Das Postamt in Cochem wechselte im Laufe seines Bestehens immer wieder die Diensträume. Das lag vor allem daran, dass vor der Umwandlung von einer Postexpedition in ein Postamt die Diensträume von deren Leitern gestellt wurden. War der Leiter Eigentümer eines Hauses, so befanden sich die Diensträume in der Regel in seinem Haus. Von 1844 bis 1853 befand sich die Postexpedition in der Bern- und Moselstraße. Von 1854 bis 1862 befand sie sich erst im katholischen Pfarrhaus, dann im Haus Pauly (heute Markt 11) und dann im Kornreichschen Gasthaus (heute Markt 2), bevor sie 1863 in die Zollstraße und im Anschluss wieder in die Moselpromendae (Haus Josef Kemp) umzog. Ab Mai 1870 wurde das Postbüro in der Oberbachstraße durch J. Klee betrieben, ab 1871 durch J. Schwab an der Moselpromenade (neben dem heutigen Burg-Café), dann erfolgte 1880 der Umzug in das neu erbaute Haus Schneiders-Schausten an der Moselstraße 90–91, der später sogenannten „Alten Post“. 1889 ging es zurück an die Moselpromenade 23 in das Haus Amlinger (heute Burg-Café), bevor das Postamt am 1. April 1903 in ein eigens hierfür erbautes Mietshaus in der Ravenéstraße 22 einziehen konnte, das vom damaligen Eigentümer, der Familie Pauly, angemietet worden war. Nachdem die Klasseneinteilung 1924 entfallen war, unterstellte die Oberpostdirektion Koblenz dem Postamt Cochem bis zum Jahr 1930 sukzessive mehrere Postagenturen, wie z. B. Lutzerath, Ediger, Senhals, Klotten, Ellenz, Eller, Bruttig, Pommern, Sehl, Ernst, Cond und Bremm.

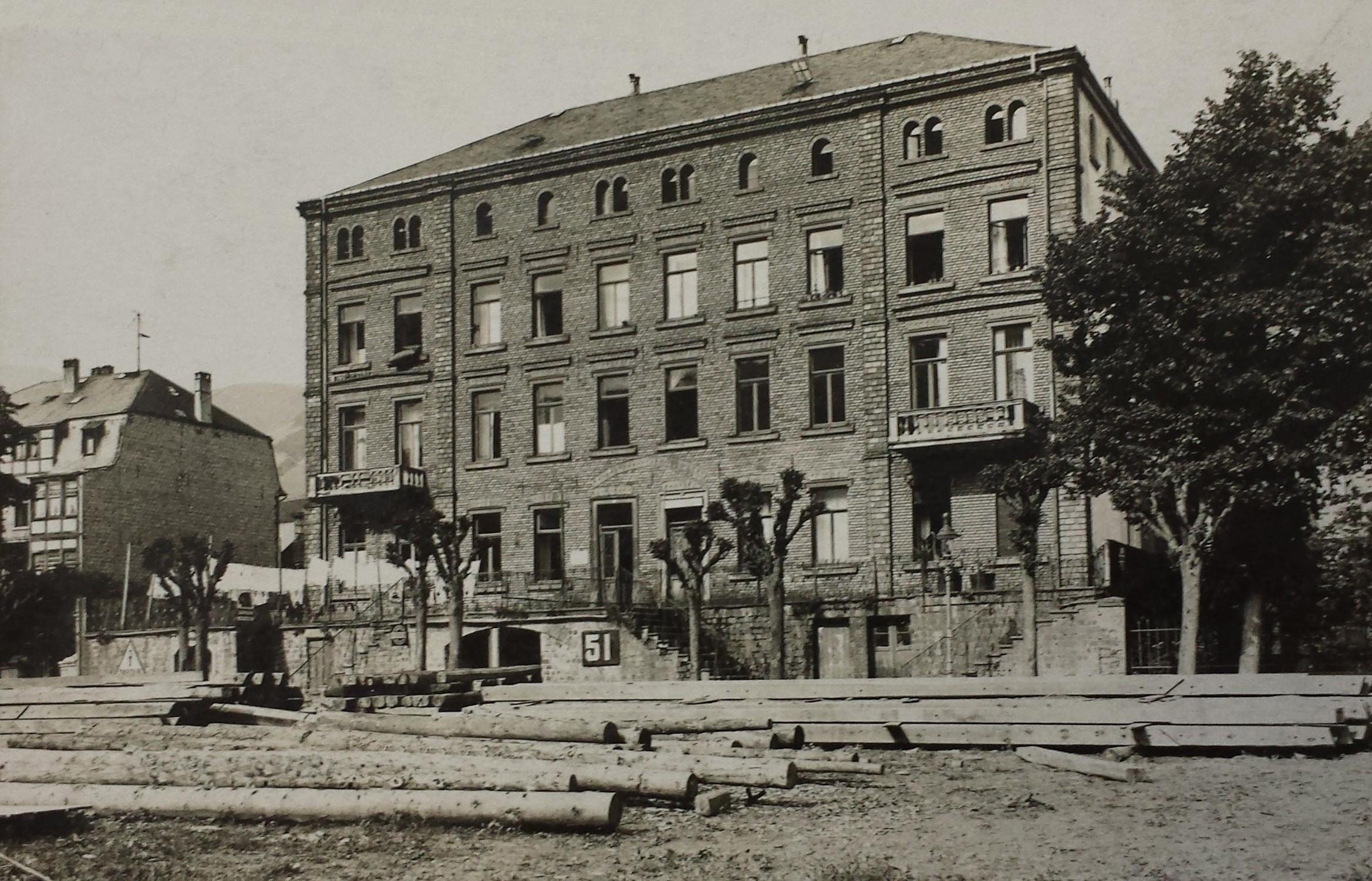
Die “Alte Post” in Cochem während des Umbaus 1910 an der Moselstraße 90–91

 Am 24. Dezember 1944 wurde das Postgebäude in der Ravenéstraße bei einem Luftangriff schwer beschädigt, und die Post wurde von Januar bis September 1945 vom Gasthaus Dehren in Sehl aus aufrechterhalten. Von September 1945 an wurde der Postbetrieb in die „Alte Post“ an Moselstraße 90–91 umverlegt und blieb dort bis 1948, anschließend war die Post wieder in der Ravenéstraße 22 untergebracht. Da zu Beginn des Wirtschaftswunders die bestehenden Räume des Mietsgebäudes nicht mehr ausreichten, begann man mit Planungen für den Neubau eines Postgebäudes. 1960 zog zunächst der vom Postamt abgetrennte Fernmeldedienst in ein neues posteigenes Gebäude in die Endertstraße 84–88 um. Im Oktober 1961 zog die 1919 gegründete Kraftfahrtbetriebsstelle mit ihrem Postfahrbetrieb in ein eigenes Gebäude mit angegliederter Werkstatt um. 1963 begannen die Planungen für posteigene Dienstwohnungen, 1965 die Bauarbeiten für ein neues Postamt, am 12. Januar 1967 erfolgte die Einweihung des neuen Postamts in Brauheck in der Lilienthalstraße und am 29. März 1968 wurde das neue Postamt 1 in der Ravenéstraße 18–20 eingeweiht. Die Baukosten für das neue Gebäude betrugen seinerzeit 1,9 Millionen DM. Im Jahre 1989 erhielt das Postamt einen neuen Eingangsbereich für weitere 300.000 DM. Seit 2006 besteht nur noch eine Postfiliale in der Endertstraße 35, die der derzeitige Betreiber Hans-Werner Kreutz jedoch mit Wirkung zum 31. März 2020 gekündigt hat. Daraufhin gab es eine Postfiliale im Elektrogeschäft Euronics Elwig in der Ravenéstraße 58.

#### Filialen in Cochem
- Postwesen in Sehl: Am 1. Dezember 1903 wurde in Cochem-Sehl eine Postagentur, unter gleichzeitiger Herauslösung des Ortes aus der Landzustellung Cochem, die dem Postamt Cochem unterstellt war, eröffnet. Im Jahre 1967 erfolgte die Herabstufung der Postagentur in der Brausestraße zur Annahmepoststelle “Cochem 12”, dem kurz darauf die Aufgabe der Poststelle Sehl folgte.[19]
- Postwesen in Cond: Die erste Postagentur in Cond wurde am 1. Mai 1905 eröffnet. Ihr zugeteilt wurden die Landstellbereiche Valwig,  Valwigerberg und die “Conder Höfe”. Die Postagentur unterstand dem Postamt Cochem. Die Postagentur befand sich von 1905 bis 1963 in der Zehnthausstraße und wurde von der Familie Ubach betrieben. Im Zeitraum von 1963 bis 1975 übernahm Anna Laux in der Zehnthausstraße 10 die Postagentur, bevor die Postelle Cond 1975 geschlossen wurde.[19]
- Postwesen in Brauheck: Nachdem die Fliegerkaserne und die ersten Wohnungen in der Soldatensiedlung bezogen worden waren, bestand auch der Bedarf für ein eigenes Postamt in Brauheck, das bis dahin postalisch unter “Dohr” geführt wurde. Die Eröffnung der ersten Postfiliale in Brauheck erfolgte am 2. Januar 1967 an der nördlichen Zufahrt zur Lilienthalstraße, die Einweihung folgte am 12. Januar 1967. Die Poststempel trugen die Gebietsbezeichnung “Cochem-Brauheck”. Zwischenzeitlich kam es bei den Einschreibenummernzetteln zu einem Kuriosum, als dort zeitweise die falsche Postleitzahl 599 an Stelle der richtigen Zahl 559 verwendet wurde. Mit Einführung des Ortsleitsystems erhielt “Cochem-Brauheck” die Bezeichnung “Cochem 11”. Am 28. Juli 1999 wurde die Postfiliale Brauheck geschlossen, das Gebäude aufgegeben und die Aufgaben einer Postagentur im neuen “Brauheck-Center” übertragen. Nach Schließung dieser Postagentur am 14. Oktober 2010 wurde sie vom 18. Januar 2011 bis zum 23. August 2018 in den Räumen des Autohauses Newel im Gewerbegebiet betrieben. Seit dem 30. August 2018 befindet sich die Postfiliale wieder im Brauheck-Center im Geschäft von Thomas Reuter.[20][21]